# 王嘉祥
王嘉祥（1528年—？），字兆興，山東東昌府莘縣人，軍籍，明朝政治人物。

## 生平
嘉靖三十七年（1558年）戊午科山東鄉試第六十九名舉人。嘉靖四十一年（1562年）中式壬戌科會試第一百五名，三甲第四十三名進士。授河南陈留县知县，歷官郎中。

## 家族
曾祖王琮，知縣；祖父王緯；父王聘，母任氏（旌表貞節）。慈侍下。